# Pamukören, Kuyucak
Pamukören là một thị trấn thuộc huyện Kuyucak, tỉnh Aydın, Thổ Nhĩ Kỳ. Dân số thời điểm năm 2010 là 3.364 người.